# Madeira, Ohio
Madeira là một thành phố thuộc quận Hamilton, tiểu bang Ohio, Hoa Kỳ. Năm 2010, dân số của thành phố này là 8726 người.

## Dân số
- Dân số năm 2000: 8923 người.
- Dân số năm 2010: 8726 người.